# Fira de la Immaculada d'Elda
La fira de la Immaculada és una fira celebrada a la ciutat valenciana d'Elda (el Vinalopó Mitjà). Té una notable antiguitat, ja que el seu origen data de l'any 1466.
Des de fa dècades, la fira s'instal·la en terrenys del barri Polígon Almafrà i l'Avinguda de les Filipines. Durant alguns anys, s'ha instal·lat en zones alternatives, com ara l'Avinguda de Ronda, o els Jardins del Vinalopó, encara que va tornar en les últimes edicions a ocupar novament terrenys de l'Almafrà.
Se celebra entre els dies 6 i 8 de desembre de cada any, encara que pot perllongar-se algun dia més si la data coincidix amb un cap de setmana. Està composta de dos parts:
- Comercial: Es disposen desenes de llocs de venda ambulant, on es comercia amb una àmplia varietat de mercaderies com ara artesania, alimentació, dolços, joguets, música o complements de tot tipus. És una tradició popular eldera l'acció de feriar, és a dir, regalar alguna cosa comprada en la fira, fonamentalment joguets als xiquets, el dia de la Immaculada Concepció.
- Lúdica: Es munta un xicotet parc d'atraccions ambulant on es disposen atraccions mecàniques portàtils, com ara una roda, carrusels, l'ona, el fuet, la casa del terror, els cotxes de xoc, etc., així com tómboles i altres tipus de jocs, o parades de menjar ràpid. La part de les atraccions es coneix popularment com a Los Caballitos i sol perllongar-se durant una setmana més.[1]

## Història
Una de les fires més antigues del País Valencià és la Fira de Cocentaina. Durant el segle xv, els Senyors de la Baronia d'Elda van ser la família Corella, Comtes de Cocentaina. Un d'ells, Joan Roís de Corella, va intercedir davant la cort perquè li fora concedit a Elda el mateix dret. Així doncs, en un escrit signat a la vila de Sant Mateu el 22 de març de 1466, el Rei Joan II d'Aragó va concedir a la vila d'Elda el privilegi de realitzar una fira, que tindria lloc el dia 1 d'octubre de cada any.
Temps més tard, unides ja les corones de Castella i Aragó, la Reina Joana I va expedir un decret signat a Saragossa el 30 de juliol de 1518, en el qual no només revalida el privilegi elder, sinó que va canviar i ampliar la data de la fira, que a partir de llavors tindria lloc entre els dies 1 i 13 del mes de desembre de cada any. Segons diu l'edicte, es concedia el privilegi en memòria dels servicis prestats pel Comte d'Elda, en Mosén Juan Coloma, qui havia sigut secretari del Rei Ferran el Catòlic i la Reina Isabel.